# Eva Maria Jäger

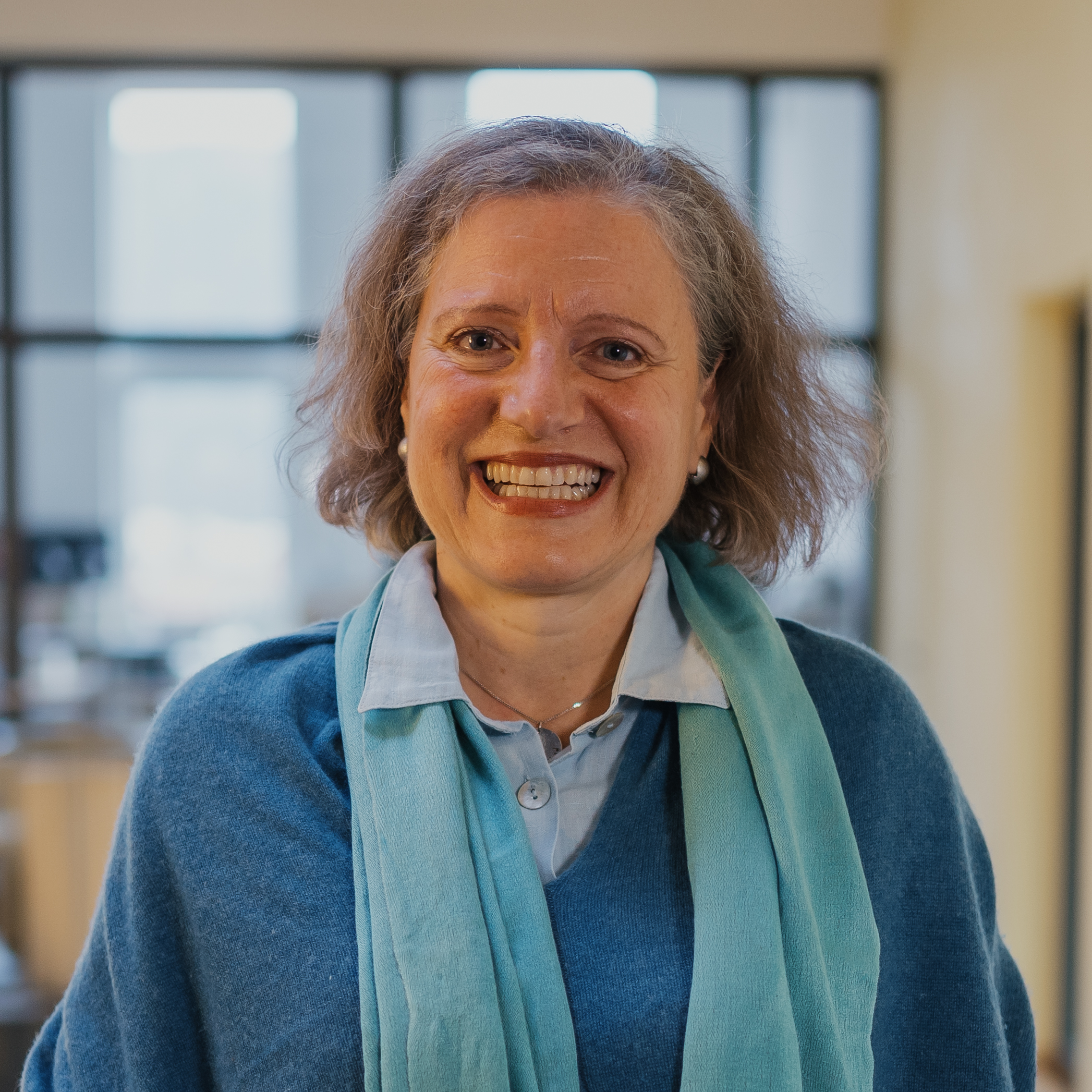
Eva Maria Jäger 2021

Eva Maria Jäger (* 1967 in Esslingen am Neckar) ist eine deutsche Psychotherapeutin mit eigener Praxis und von 2015 bis 2023 Professorin für Soziale Arbeit an der Internationalen Hochschule Liebenzell.

## Leben und Wirken
Eva Maria Jäger studierte Psychologie an der Universität Trier sowie an der Eberhard Karls Universität Tübingen. Das Studium schloss sie 1993 mit einer Diplomarbeit über Kontrollüberzeugungen und Religiosität. Eine empirische Studie zur differentiellen Therapieindikation von Selbstinstruktionen unter Niels Birbaumer mit Auszeichnung ab. Nach einem dreijährigen Doktorandenstudium mit Forschung über die Wüstenmönche in Tübingen promovierte sie dort 1996 unter Dirk Revenstorf mit ihrer Dissertation über Glaube und seelische Gesundheit. Danach studierte sie bis 2001 „freie Grafik“ an der Staatlichen Akademie der Bildenden Künste Stuttgart bei Marianne Eigenheer. In dieser Zeit erfolgte die Kassenärztliche Ausbildung in Verhaltenstherapie an der Deutschen Gesellschaft für Verhaltenstherapie (DGVT), der Tübinger Akademie für Verhaltenstherapie (TAVT) und am Stuttgarter Zentrum für Verhaltenstherapie (SZVT). 1999 wurde ihr die Staatliche Approbation in Verhaltenstherapie als Psychologische Psychotherapeutin erteilt. Von 1999 bis 2009 besaß sie die Kassenzulassung des KV Nord-Württemberg (Zulassung HPG, Tübingen 1993). Zusätzliche Qualifikationen erwarb sie in den Bereichen Systemische Therapie (IGST Heidelberg und ISTOB München), Hypnotherapie (MEG Tübingen und München), Kreativtherapien (Perls-Institut, Hückeswagen), Rational-Emotive Verhaltenstherapie (Albert Ellis), Traumatherapie und Psychodynamisch Imaginative Traumatherapie (Luise Reddemann) und einer Ausbildung zur geistlichen Begleiterin (St. Paul, Regensburg). 2010–2011 absolvierte sie ein Theologiestudium der Disziplinen Graecum und Exegese NT an der Universität Tübingen.
Jäger ist seit 1993 Psychologische Psychotherapeutin in eigener Praxis für Verhaltenstherapie und führte zwischen 1991 und 1995 Mitarbeiter-/ Führungskräfte-Coaching und Entwicklung u. a. Daimler-Benz, Sindelfingen und der IHK-Sindelfingen durch. 1994 arbeitete sie als Psychotherapeutin an der Psychosomatischen Klinik „Bethel“ in Bad Wildbad und führte von 1993 bis 2000 Supervision von Pflegekräften durch, so auch am Krankenhaus „Bethel“ in Welzheim. Sie engagiert sich ehrenamtliche in der Notfallseelsorge Tübingen, leitet seit 2007 „Mütter-in-Kontakt“ im Schönbuch und ist seit 2012 Koordinatorin von „Moms-in-Prayer“ in München. Sie ist Partnerin des Instituts für Praktische Psychologie (IPP) und seit 1990 Referentin bei Fortbildungen, Gemeinde- und Frauenfrühstücksveranstaltungen.
Zwischen 1993 und 2000 war sie Studienleiterin der „Deutschen Gesellschaft für Biblisch-Therapeutische Seelsorge“ (DGBTS). Sie ist Supervisorin und Selbsterfahrungsleiterin (DGVT), Spiritualin beim Evangelischen Jugendwerk in Württemberg und dem Jesuitenkolleg St. Paul in Regensburg. Seit 2012 nimmt sie Lehraufträge an der Ludwig-Maximilians-Universität München sowie an der Akademie der Bildenden Künste München im Bereich Kunsttherapie wahr. Von 2015 bis 2023 war sie Professorin für Soziale Arbeit mit dem Schwerpunkt Lebens- und Sozialberatung, Internationale Hochschule Liebenzell, wo sie den Master-Studiengang „Integrative Beratung“ mitentwickelt und aufgebaut hat.
Ihre Forschungsschwerpunkte sind:
- Beziehungskompetenzen, Versöhnungsprozesse, Egostate-Arbeit
- Kreative Medien in Beratungsprozessen (Kunst, Musik, Körperarbeit)
- Biblische Ressourcen und Spiritualität in der Psychotherapie
- Bildhaftes Denken
- Entwicklung eines Beratungshandbuches „Integrative Beratung“
- Innere Team-/ Egostate-Beratung mit biblischen Ressourcen

Sie ist Mitglied der Psychotherapeutenkammer Bayern und Baden-Württemberg und seit 2006 Mitglied des Böblinger Vokalensemble.
Eva Maria Jäger ist verheiratet mit Tilman Jäger. Das Paar hat einen Sohn und wohnt seit 2024 in Tübingen, Stadtteil Bebenhausen.

## Veröffentlichungen
- Glaube und Seelische Gesundheit (zugl. Dissertation, Universität Tübingen, 1996), Hochschulschriften aus dem Institut für Psychologie und Seelsorge, Band 4, Freudenstadt, 1997.
- mit Maja Storch und Stefan Klöckner: Spirituelles Embodiment. Stimme und Körper als Schlüssel zu unserem wahren Selbst, Arkana Verlag, München 2020, ISBN 978-3-442-34271-6.
- mit Ulrich Giesekus (Hrsg.): Integrative Beratung. Grundlagen und Perspektiven für die Praxis, Vandenhoeck & Ruprecht, Göttingen 2023, ISBN 978-3-525-63416-5.

Aufsätze
- Lachen – Humor in der Seelsorge. In: BTS-Aktuell 1990.
- Perfektionismus. Wider die räuberischen und zerstörerischen Rotten der perfektionistischen Gedanken. In: BTS-Aktuell 23 & 24/1994.
- Wenn Bilder sprechen. Möglichkeiten und Grenzen der Kunsttherapie. In: dran 7/1996.
- Die vielen Saiten der Seele. Musik in der Seelsorge. In: Magazin der Akademie für Psychotherapie & Seelsorge 3/2005.
- Die Bäume klatschen in die Hände. Über die Bedingungen für Kreativität. In: Magazin der Akademie für Psychotherapie & Seelsorge 01/2012.
- Ermutigung – mehr als ein Lob!. In: CVJM Mitarbeiterhilfe 3/2012.
- Wenn der Körper ein Wörtchen mitredet – über Kommunikation, Körpersprache, Embodiment und mehr. cvjm-Mitarbeiterhilfe 1/2013.
- Innere Tischgemeinschaft. Seelsorge mit „Egostates“ und dem inneren Team. In: Wege zum Menschen (erscheint 2019).

als Zeichnerin
- Hilde L. Dieterich (Hrsg.): Humor und Seelsorge (Cartoons von Eva Maria Jäger), Fachverlag des IPP, Freudenstadt 2017, ISBN 978-3-943815-08-5.
- Hans-Joachim Eckstein: Wie ein Adler. Lieder persönlich erlebt (mit Skizzen von Eva Maria Jäger), SCM Hänssler, Holzgerlingen 2017, ISBN 978-3-7751-5789-6.

Lexikonartikel
- Michael Dieterich (Hrsg.): Wörterbuch Psychologie & Seelsorge, Wuppertal 1989:
  - Attribution • Denken • Informationsverarbeitungstheorie • Kreativität • Kunsttherapie • Musiktherapie